# Airbus A350 XWB
Airbus A350 (фр.: [ɛʁbys] ( прослухати), укр. Ерб́юс, англ.: [ˈɛərbʌs] — укр. Ейрб́ас) — далекомагістральний широкофюзеляжний авіалайнер, розроблений концерном Airbus як заміна A330 і A340. На борту розміщуються від 270 до 350 пасажирів, в залежності від модифікації.
Літак на ринку міжнародних авіаперевезень буде складати конкуренцію Boeing 777 і Boeing 787 Dreamliner. Перший політ — 14 червня 2013, введений в експлуатацію у 2014 році.

## Історія створення
Анонсувавши проєкт Boeing 787 Dreamliner, корпорація Boeing заявила, що більш низька вартість експлуатації цього літака завдасть серйозного удару по позиціях Airbus A330. Публічно Airbus спочатку відкинула цю заяву, вказавши, що 787 є лише реакцією на A330, і зі свого боку не бачить необхідності робити які-небудь кроки у відповідь.
Авіакомпанії все ж домовилися з Airbus про створення конкурента, оскільки, за заявами Boeing, модель 787 має споживати на 20% менше палива, ніж наявні аналоги. Спочатку Airbus планувала створити модель на основі A330, яка неофіційно іменувалася «A330-200Lite», і мала б покращену аеродинаміку і двигуни, аналогічні Boeing 787. Але авіакомпанії не задовольнив такий варіант, і Airbus виділила 4 млрд євро на розробку нової моделі, названої A350.
Початкова версія A350 зовні нагадувала A330, оскільки фюзеляж в поперечному перерізі і компонуванню в них однаковий. Але нове крило, двигуни та хвостові стабілізатори в поєднанні з новими композитними матеріалами і методами виробництва фюзеляжу зробили A350 майже повністю новим літаком.
4 грудня 2012 перший літак цього типу «MSN1» викотили з ангарів складального цеху.

### A350 XWB
Абревіатура XWB розшифровується як Extra Wide Body (додатково розширений фюзеляж). Йдучи назустріч побажанням авіакомпаній, в середині 2006 року Airbus значно переглянула концепцію A350. Новий варіант повинен скласти конкуренцію більш місткому Boeing 777, а також деяким моделям Boeing 787, що має розширений фюзеляж, здатний вміщати до 9-ти пасажирських сидінь в ряду для економічного класу. A330 і попередні концепції A350 могли мати тільки 8 пасажирських місць у кожному ряду. 787 може вмістити 8 або 9 пасажирських місць у ряді, а 777 — 9 (рідко 10) місць. На рівні очей сидячого пасажира салон A350 на 13 см ширший, ніж у 787 і на 27 см вужчий ніж у Boeing 777, іншого свого конкурента. Всі пасажирські модифікації A350 XWB матимуть дальність польоту не менше 15 000 км.

## Конструкція
У конструкції A350 будуть широко використані новітні матеріали. 52% від ваги літака складатимуть композитні матеріали, 20% — алюміній, 14% — титан, 7% — сталь, 7% — інші. Для порівняння, його конкурент Boeing 787 складається на 50% з композитів, на 20% з алюмінію, на 15% з титану, на 10% зі сталі й на 5% з інших матеріалів. У жовтні 2008 Airbus планує заморозити дизайн літака та очікує, що літак в обслуговуванні матиме на 10% меншу вартість і на 14% менша вага в розрахунку на одного пасажира, ніж у конкурента.

### Крило
A350 XWB матиме нове крило з композиційних матеріалів, однакове для всіх трьох модифікацій. Площа крила складе 443 м² — це найбільше крило з коли-небудь створених для однопалубних літаків. Розмах крила складе 64 метри — на 3,7 метра більше, ніж в A330 і початковій версії A350. Стрілоподібність крила складе 35 градусів (на 5 градусів більше, ніж в A330), що допоможе збільшити крейсерську швидкість до 0,85 М, а максимальну швидкість — до 0,89 М.

### Допоміжна силова установка
A350 XWB буде оснащений допоміжною силовою установкою (ДСУ) HGT1700 від Honeywell потужністю 1750 кінських сил, яка має на 10% вищу питому потужність, ніж попереднє покоління ДСУ сімейства Honeywell 331.

## Модифікації

Порівняльні розміри трьох модифікацій A350

A350 буде випускатися в 3-х варіантах: A350-900 планується ввести в експлуатацію у 2014, A350-800 — у 2014, і останнім буде введений в експлуатацію A350-1000 в 2015.

### A350-800
A350-800 з 3-ма класами комфортності планували для перевезення 270 пасажирів на відстань до 15 700 км. Однак щойно перелік замовлень досяг числа 182 одиниць у середині 2008 р., клієнти почали перемикатися ближче до 2010 р. на більший -900. Після запуску A330neo Фарнборо-2014 Airbus відмовився від A350-800, згідно зі словами CEO Fabrice Brégier «Переконаний, що клієнти оберуть A350-900 або A330neo». У вересні 2014 р. він підтвердив, що розробка -800-х скасована.

### A350-900
A350-900 буде першим введений в експлуатацію у 2014 і зможе перевозити до 314 пасажирів при 3-х класах комфорту. Максимальна дальність польоту — 15 000 км. За заявами Airbus, A350-900 буде на 30% економнішим в розрахунку на одне місце і мати на 25% меншу вартість експлуатації порівнюючи з Boeing 777-200ER. Надалі планується створення вантажної модифікації A350-900F (Freighter), а також далекомагістральної версії A350-900R.

### A350-1000
A350-1000 буде введено в експлуатацію не раніше 2017 р. У листопаді 2016 р. відбувся перший політ типу. Це найбільша модель з сімейства A350, яка зможе перевозити 350 пасажирів при 3-х класах комфортності. Максимальна дальність польоту — 14 800 км.
A350-1000 має дещо більше крило, оскільки його площа буде збільшена приблизно на 4% порівнюючи з модифікаціями -800/900.

## Замовлення і постачання
Станом на лютий 2013 Airbus отримав замовлення на постачання 617 літаків A350 XWB від 35 своїх клієнтів.
Станом на 31 травня 2020 компанія поставила 366 літаків.
Характеристики є попередніми
| Модель                                          | A350-800                                                         | A350-900                                                         | A350-900R                                                        | A350-900F                                                        | A350-1000                                                        |
| ----------------------------------------------- | ---------------------------------------------------------------- | ---------------------------------------------------------------- | ---------------------------------------------------------------- | ---------------------------------------------------------------- | ---------------------------------------------------------------- |
| Екіпаж                                          | 2                                                                | 2                                                                | 2                                                                | 2                                                                | 2                                                                |
| Кількість пасажирів                             | 270 (3-class) 276–312 (2-class) 440 (maximum)                    | 314 (3-class) 315–366 (2-class) 475 (maximum)                    | 314 (3-class) 315–366 (2-class) 475 (maximum)                    | —                                                                | 350 (3-class) 369–412 (2-class) 550 (maximum)                    |
| Довжина                                         | 60.54                                                            | 66.89                                                            | 66.89                                                            | 66.89                                                            | 73.88                                                            |
| Розмах крил                                     | 64,8                                                             | 64,8                                                             | 64,8                                                             | 64,8                                                             | 64,8                                                             |
| Площа крила                                     | 443                                                              | 443                                                              | ~460                                                             | ~460                                                             | ~460                                                             |
| Стрілоподібність                                | 31,9°                                                            | 31,9°                                                            | 31,9°                                                            | 31,9°                                                            | 31,9°                                                            |
| Висота на стоянці (метрів)                      | 17,05                                                            |                                                                  |                                                                  |                                                                  |                                                                  |
| Ширина фюзеляжу                                 | 5,96                                                             | 5,96                                                             | 5,96                                                             | 5,96                                                             | 5,96                                                             |
| Висота фюзеляжу                                 | 6,09                                                             | 6,09                                                             | 6,09                                                             | 6,09                                                             | 6,09                                                             |
| Ширина кабіни                                   | 5,61                                                             | 5,61                                                             | 5,61                                                             | 5,61                                                             | 5,61                                                             |
| Максимальна злітна маса                         | 259                                                              | 268                                                              | 298                                                              | 298                                                              | 308                                                              |
| Максимальна посадкова маса                      | 193                                                              | 205                                                              |                                                                  |                                                                  | 233                                                              |
| Максимальна маса без палива                     | 181                                                              | 192                                                              |                                                                  |                                                                  | 220                                                              |
| Маса порожнього (тон)                           |                                                                  | 115,7                                                            |                                                                  |                                                                  | 118.1                                                            |
| Крейсерська швидкість                           | Mach 0.85 (903 km/h, 561 mph, 487 вузлів, at 40,000 ft/12.19 km) | Mach 0.85 (903 km/h, 561 mph, 487 вузлів, at 40,000 ft/12.19 km) | Mach 0.85 (903 km/h, 561 mph, 487 вузлів, at 40,000 ft/12.19 km) | Mach 0.85 (903 km/h, 561 mph, 487 вузлів, at 40,000 ft/12.19 km) | Mach 0.85 (903 km/h, 561 mph, 487 вузлів, at 40,000 ft/12.19 km) |
| Максимальна крейсерська швидкість               | Mach 0.89 (945 km/h, 587 mph, 510 вузлів, at 40,000 ft/12.19 km) | Mach 0.89 (945 km/h, 587 mph, 510 вузлів, at 40,000 ft/12.19 km) | Mach 0.89 (945 km/h, 587 mph, 510 вузлів, at 40,000 ft/12.19 km) | Mach 0.89 (945 km/h, 587 mph, 510 вузлів, at 40,000 ft/12.19 km) | Mach 0.89 (945 km/h, 587 mph, 510 вузлів, at 40,000 ft/12.19 km) |
| Максимальна дальність (з пасажирами та багажем) | 15 700 км                                                        | 15 000                                                           | 19 100                                                           | 9,250 Максимальне навантаження                                   | 15 600                                                           |
| Максимальний запас палива (літрів)              | 129 000                                                          | 138 000                                                          | 156 000                                                          | 156 000                                                          | 156 000                                                          |
| Практична стеля                                 | 13 100                                                           | 13 100                                                           |                                                                  |                                                                  | 13 100                                                           |
| Двигуни (2×)                                    | RR Trent XWB                                                     | RR Trent XWB                                                     | RR Trent XWB                                                     | RR Trent XWB                                                     | RR Trent XWB                                                     |
| Максимальна тяга двигуна                        | 337 кН                                                           | 374 кН                                                           | 374 кН                                                           | 374 кН                                                           | 414 кН                                                           |

Sources: Airbus, Flight Global

## Втрати
- 2 січня 2024 року літак А350-900 японської авіакомпанії Japan Airlines (реєстраційний номер JA13XJ), що виконував рейс Саппоро - Токіо загорівся в аеропорту Токіо Ханеда після зіткнення з літаком берегової охорони. Літак знищено вогнем. Пасажири та члени екіпажу змогли евакуюватись.